# (467055) 2016 DT6
(467055) 2016 DT6 es un asteroide perteneciente al cinturón de asteroides, descubierto el 10 de enero de 1999 por el equipo Spacewatch desde el Observatorio Nacional de Kitt Peak (Arizona, Estados Unidos).